# Autonóm idegrendszer

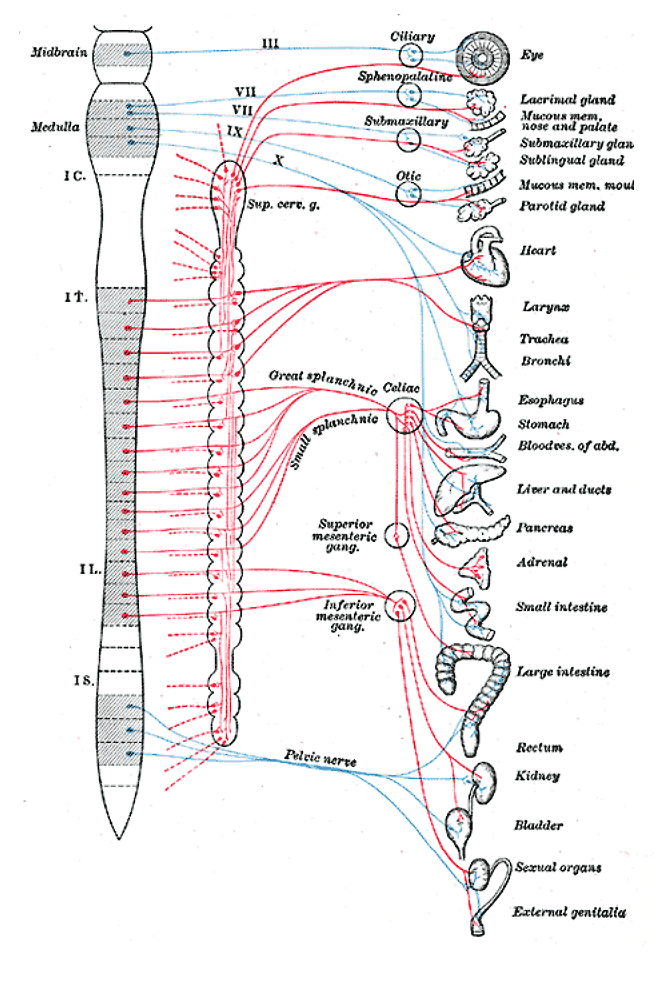
Az autonóm idegrendszer vázlata

Az autonóm (vegetatív) idegrendszer és a belső elválasztású mirigyek rendszere (endokrin rendszer) szabályozza a szervezet belső környezetét, tehát alapvető szerepük van a homeostasis fenntartásában. A következőkben ismertetjük az autonóm idegrendszer szerkezeti felépítését, kapcsolatait az idegrendszer más részeivel és az endokrin rendszerrel, felsőbb központjainak irányító működéseit. Megemlítjük a szimpatikus és paraszimpatikus részei közötti anatómiai, élettani és fontosabb gyógyszertani különbségeket.

## Az autonóm(vegetatív)idegrendszer szerveződése
Az autonóm (vegetatív) idegrendszer szabályozza a szervezet számos szervének és szövetének a működéseit, beleértve a szívizmot, a simaizmot, és a külső elválasztású mirigyeket. A belső elválasztású mirigyek rendszerével (endokrin rendszer) együtt végzi azokat a finom belső beállításokat, amelyek szükségesek a szervezet optimális belső környezetének biztosításához. Az autonóm idegrendszernek, a szomatikus idegrendszerhez hasonlóan, afferens, kapcsoló, és efferens neuronjai vannak. Az afferens impulzusok a zsigeri receptorokból erednek, és afferens útvonalakon keresztül a központi idegrendszerhez futnak, ahol a kapcsoló neuronok különböző szinteken integrálják az információkat, majd az efferens pályákon keresztül a végrehajtó (effektor)  szervekhez jutnak. A vegetatív idegrendszer működéseinek többsége nem tudatosul. Az autonóm útvonalak afferens szára preganglionaris és postganglionaris neuronból épül fel. A preganglionaris neuronok sejttestei a központi idegrendszerben helyezkednek el. (A gerincvelő szürke állományának oldalsó oszlopában, és a harmadik, a hetedik, a kilencedik és a tizedik agyidegek motoros magjaiban.) Axonjaik a postganglionaris neuronok sejttestein képeznek synapsist. Utóbbi neuronok sejttestei a központi idegrendszeren kívül csoportokba rendeződve vegetatív idegdúcokat, ganglionokat alkotnak. Az autonóm idegrendszer szabályozó működése gyors; ugyanakkor kiterjedt, mivel egy preganglionaris neuron számos postganglionaris neuronnal képezhet szinapszist. Az afferens és efferens rostoknak a nagy, hálózatos csoportosulásai és a hozzájuk kapcsolódó idegdúcok (ganglionok) vegetatív fonatokat (plexusokat) alkotnak a mellüregben, a hasüregben és a medencében.

A gerincvelő, a gerincvelői ideg és a szimpatikus idegdúc kapcsolatai.

## Az  autonóm(vegetatív)idegrendszer  elhelyezkedése és részei
Az autonóm idegrendszer megtalálható mind a központi, mind a környéki idegrendszer területén. Két részre, a szimpatikus (sympathicus) és a paraszimpatikus (parasympathicus) részre oszlik, és mint korábban kihangsúlyozást nyert, mind afferens mind efferens rostokat tartalmaz. Ezt a különbségtételt a szimpatikus és paraszimpatikus rész között, mind az anatómiai jellemzőkben, mind a neurotranszmitterekben, mind az élettani hatásokban meglévő különbségek indokolják. A szimpatikus, és a paraszimpatikus rész ellentétes hatásokat vált ki a legtöbb szerven és ezért a két részt élettanilag antagonistáknak tekintik. Azonban meg kell állapítani, hogy mindkét rész egymással összekapcsoltan működik, és az aktivitásuk közötti egyensúly az, ami fenntartja a stabil belső környezetet.

## Az autonóm idegrendszer szimpatikus része
A szimpatikus rendszer a nagyobb a vegetatív idegrendszer két része közül, és igen bőségesen eloszlik a test területén; beidegzi a szívet és a tüdőket, nagyon sok ér falának az izomzatát, a szőrtüszőket és a verejtékmirigyeket, és sok hasi és medencei zsigeri szervet. A szimpatikus rendszer funkciója, hogy felkészítse a szervezetet a hirtelen nagyobb terhelések elviselésére. Hatására a szívritmus fokozódik, a bőr és a belek arteriolái összehúzódnak, a vázizmoké kitágulnak, és a vérnyomás emelkedik. A vér eloszlása megváltozik úgy, hogy csökken a bőr és a gyomor-bél rendszer (gastrointestinalis tractus) vérellátása, több vér kerül az agyba, a szívbe és a vázizmokba. Ehhez társul még, hogy a szimpatikus idegek a pupillákat kitágítják; gátolják a hörgők, a belek és a hólyag falának simaizomatát; zárják a záróizmokat (sphinctereket). A szőrszálak fölmerednek és verejtékezés indul meg.  A szimpatikus idegrendszer a gerincvelői efferens kirajzásból, két szimpatikus dúcláncból (truncus sympathicus), fontos ágakból, fonatokból és regionális ganglionokból áll.

## Efferens szimpatikus idegrostok(sympathicus kirajzás)
A gerincvelő szürke állományának oldalsó szürke oszlopaiban (oldalsó szarvaiban) az első háti szegmentumtól a második ágyéki (néha a harmadik ágyéki) szelvényig találhatók a szimpatikus kapcsoló neuronok sejttestei. Ezeknek a sejteknek a velőhüvelyes axonjai az elülső gyökéren keresztül kilépnek a gerincvelőből és a fehér összekötő ágakon (rami communicantes albi-n) keresztül (ezek az ágak a velőhüvely miatt fehérek) a szimpatikus dúclánc gerinc menti (paravertebralis) dúcaihoz futnak. Amint ezek a (preganglionaris) rostok elérik a szimpatikus dúclánc idegdúcait , a következőképpen oszlanak el:
- A ganglionban synapsist képeznek egy serkentő neuronnal. A szinaptikus résen keresztül neurotranszmitterként (acetilkolin (ACh)) közvetíti az ingerületet. A postganglionáris (velőhüvely) nélküli axonok kilépnek a ganglionból, és csatlakoznak a gerincvelő háti szakaszából kilépő gerincvelői idegekhez (nervi spinales), mint szürke összekötő ágak (rami communicantes grisei) (szürke színük abból adódik, hogy a rostok velőhüvely nélküliek). A  gerincvelői idegek ágaival oszlanak el az erek falának simaizmaihoz, és a bőr szőrszálfeszítő izmaihoz.
- Fölfelé haladnak a szimpatikus dúcláncban (truncus sympathicusban) és a nyaki tájék ganglionjaiban képeznek synapsist. A postganglionaris rostok a szürke összekötő ágakon keresztül csatlakoznak a nyaki gerincvelői idegekhez. Sok olyan preganglionaris rost, amely a gerincvelő alsó háti és a felső ágyéki szelvényeiből csatlakozik a szimpatikus dúclánchoz, alsó szakaszához lefelé fut, és az alsó ágyéki (lumbalis)  és a keresztcsonti (sacralis) területen lévő ganglionokban képez synapsist. A postganglionaris rostok itt is a szürke összekötő ágakon keresztül csatlakoznak az ágyéki, keresztcsonti és farkcsonti szelvényekből eredő gerincvelői idegekhez.
- Áthaladhatnak a szimpatikus dúclánc ganglionjain anélkül, hogy synapsist alkotnának. Ezek a velőhüvelyes rostok elhagyják a szimpatikus dúcláncot, mint nagyobbik zsigeri ideg (nervus splanchnicus major) és kisebbik zsigeri ideg (nervus splanchnicus minor), valamint mint legalsó zsigeri ideg (nervus splanchnicus minimus). A nagyobbik zsigeri ideget az ötödiktől a kilencedikig terjedő háti ganglionok ágai képezik. Ferdén száll le a csigolyatestek oldalán, átfúrja a rekeszizom szárait, és synapsisokat képez a hasűri fonat (plexus celiacus), és a vesekapui fonat (plexus renalis) ganglionjainak serkentő neuronjaival, valamint a mellékvese velőállományának sejtjeivel. A kisebbik zsigeri ideget a tizedik és tizenegyedik háti ganglion ágai alkotják. A nagyobbik zsigeri ideggel száll le és rostjai a (plexus celiacus) alsó ganglionjainak serkentő neuronjaival képez synapsisokat.

A legalsó zsigeri ideg (ha megvan) a tizenkettedik háti ganglionból ered, átfúrja a rekeszizmot, és a  vesekapui fonat  ganglionjainak serkentő neuronjaival képez synapsisokat. Tehát a zsigeri idegeket preganglionaris rostok alkotják. A postganglionaris rostok a perifériás fonatok serkentő sejtjeiből erednek, és eloszlanak a zsigerek simaizmaihoz és mirigyeihez. A nervus splanchnicus majorban futó néhány idegrost közvetlenül a mellékvese (glandula suprarenalis) velőállományának (medulla) sejtjein végződik. Ezek a medullaris sejtek, amelyek módosult szimpatikus serkentő sejteknek tekinthetők, felelősek az epinephrin (adrenalin) és a norepinephrin (noradrenalin) szekréciójáért.  A preganglionaris és a postganglionaris szimpatikus rostok aránya megközelítőleg 1: 10, ami a nem akaratlagos működésű szervek és szövetek széles körének szabályozását teszi lehetővé.

## Afferens idegrostok
Az afferens, velőhüvelyes idegrostok a zsigerekből a szimpatikus ganglionokon átkapcsolódás nélkül haladnak keresztül. A gerincvelői ideghez a fehér összekötő ágakon keresztül jutnak és sejttesteiket a megfelelő gerincvelői ideg hátsó gyöki ganglionjában érik el. A centralis axonok ezután belépnek a gerincvelőbe és vagy egy lokális reflexív afferens szárát alkotják, vagy felszállhatnak magasabb központokhoz, mint például a hipotalamuszhoz.

## Szimpatikus dúclánc
A szimpatikus dúcláncot (truncus sympathicust) két, ganglionokat tartalmazó idegtörzs alkotja, amelyek végigérnek a gerinc egész hosszán. A nyakon mindkét törzsön 3 ganglion van; a mellkasban 11 vagy 12, és a medencében 4 vagy 5. Alul, a két törzs egy közös ganglionba (ganglion impar) egyesülve végződik.

## Az autonóm idegrendszer paraszimpatikus része
Az autonóm idegrendszer paraszimpatikus részének működése az energia megőrzésére és újratermelésére irányul. A szívritmus csökken, a pupillák összeszűkülnek, a perisztaltika és a mirigyek kiválasztó működése fokozódik, a záróizmok megnyílnak, és a hólyag simaizomzata összehúzódik.

## Az autonóm idegrendszer efferens idegrostjai(craniosacralis kirajzás)
Az autonóm idegrendszer paraszimpatikus részének kapcsoló sejtjei az agytörzsben és a gerincvelő keresztcsonti szelvényeiben helyezkednek el. Azok az idegsejtek, amelyek az agytörzsben találhatók, a következő agyidegek magjait képezik: az oculomotorius [III.] (parasympathicus Edinger-Westphal mag), a facialis [VII.] (nucleus salivatorius superior és nucleus lacrimalis), a glossopharyngeus [IX.] (nucleus salivatorius inferior), és a vagus [X.] (nucleus dorsalis nervi vagi). Ezeknek a kapcsoló sejteknek az axonjai az agyidegekben lépnek ki az agyból.
A  keresztcsonti (sacralis) kapcsoló sejtek a gerincvelő második, harmadik, és negyedik keresztcsonti szelvényében találhatók. Ezeknek a sejteknek a száma kevés ahhoz, hogy oldalsó szarvat alkossanak, mint ahogy azt a szimpatikus kapcsolósejtek teszik a mellkasi-ágyéki (thoracolumbalis) szakaszon. A velőhüvelyes axonok a megfelelő gerincvelői idegek elülső gyökerében lépnek ki a gerincvelőből. Ezek azután elhagyják a gerincvelői idegeket és medencei zsigeri idegeket (nervus splanchnicus pelvicus) képeznek. A craniosacralis kiáramlás velőhüvelyes efferens rostjai preganglionarisak, és az általuk beidegzett zsigerekhez közel található prifériás ganglionokban kapcsolódnak át. A neurotranszmitter itt ismét az acetilkolin. A cranialis paraszimpatikus ganglionok: a ganglion ciliare, pterygopalatinum, submandibulare, és az oticum. A ganglion sejtek bizonyos helyeken az idegfonatokban helyezkednek el, mint amilyen a szívi fonat (plexus cardiacus), tüdőkapui fonat (plexus pulmonalis), a bélfal izomzatába beágyzott fonat ((plexus myentericus (Auerbach plexus)), és a nyálkahártya alatti kötőszövetbe ágyazott fonat ((plexus submucosus (Meissner plexus)): a két utóbbi plexus a gyomor-bél csatorna (gastrointestinalis tractus) zsigereinek falában van.
A medencei zsigerek idegei (splanchnicus pelvicus) az alhasi fonat (plexus hypogastricus) ganglionjaiban képeznek synapsisokat. Jellemzően a postganglionaris rostok velőhüvely nélküliek, és viszonylag rövidek a szimpatikus postganglionaris rostokhoz viszonyítva. A preganglionaris rostok aránya a postganglionaris rostokéhoz megközelítőleg 1: 3, vagy kevesebb, tehát a hatás kiterjedése jóval korlátozottabb, mint a rendszer szimpatikus részében.

## Afferens idegrostok
Az afferens velőhüvelyes rostok a zsigerekből az idegsejtjeikhez futnak, amelyek vagy az agyidegek érző ganglionjaiban vagy a sacrospinalis idegek hátsó gyöki dúcaiban találhatók. A centralis axon ezután belép a központi idegrendszerbe és/vagy helyi reflexívek alkotásában vesz részt, vagy fölszáll az autonóm idegrendszer magasabb központjaihoz, mint amilyen a hipotalamusz. Az autonóm idegrendszer afferens összetevője azonos a szomatikus idegekével, és részét képezi az egész idegrendszerben az általános afferens szegmentumnak. Egy vegetatív afferens ideg végződése nem ingerelhető hővel vagy tapintással, de annál inkább feszítéssel vagy oxigénhiánnyal. Miután az afferens rostok beléptek a gerincvelőbe vagy az agyba, valószínűleg a szomatikus afferens rostok mentén, vagy azokkal keverten haladnak.

## A  nagy  autonóm(vegetatív)idegfonatok
(Az autonóm idegfonatok az idegrostok csoportosulásai, amelyek hálózatot képeznek; idegsejtek is jelen lehetnek egy ilyen hálózatban. Egy ganglion az idegsejteknek egy csomószerű csoportosulása, amely a központi idegrendszeren kívül helyezkedik el.  Megkülönböztetendők a központi idegrendszerben lévő szintén ganglionnak nevezett idegsejt csoportosulásoktól, mint például a basalis ganglionoktól, ezért itt utóbbiakra inkább a törzsdúcok elnevezés szerepelt.) A szimpatikus és paraszimpatikus efferens rostok nagy csoportosulásai a kapcsolódó ganglionjaikkal, és együtt a zsigeri efferens rostokkal, alkotják a vegetatív idegfonatokat a mellüregben, a hasüregben, és a medencében. Ezekből a fonatokból (plexusokból) származó ágak idegzik be a zsigereket. A mellüregben találhatók a szív fonata (plexus cardiacus),  a tüdőkapu fonata (plexus pulmonalis) és a nyelőcsői fonat (plexus esophageus). A hasüregben a fonatok az aortához és ágaihoz csatlakozva találhatók, és ezeknek a vegetatív fonatoknak a részeit az aortának azon ága alapján nevezzük el, amelyek mentén elhelyezkednek, így a hasüregi fonatok a következők: plexus celiacus, mesentericus superior, mesentericus inferior és a plexus aorticus. A medencében a plexus hypogastricus superior és inferior találhatók.

## Autonóm(vegetatív)ganglionok
Az autonóm (vegetatív) ganglion az a hely, ahol a preganglionaris idegrostok synapsist képeznek a postganglionaris neuronokkal. A ganglionok az autonóm idegrendszer efferens rostjainak lefutása mentén helyezkednek el. A szimpatikus ganglionok a szimpatikus dúclánc részeit képezik (gerinc mentiek; paravetebralisak), vagy gerinc előtti (prevertebralis) elhelyezkedésűek (például a ganglion celiacum és mesentericum superius). A paraszimpatikus ganglionok viszont a beidegzett zsiger közelében vagy falában találhatók. Egy vegetatív ganglion multipolaris neuronok csoportosulásából áll, az idegsejteket körülvevő toki (capsularis) vagy apród (satellita) sejtekkel együtt és a sejtcsoportot körülvevő kötőszövetes tokból. Idegrostok kötegei kapcsolódnak minden ganglionhoz, az idegek a ganglionba belépő preganglionaris rostokat, és a ganglionból kilépő postganglionaris rostokat tartalmaznak, mely utóbbiak a ganglion neuronjaiból erednek, az idegrostok között olyan afferens és efferens rostok is vannak, amelyek áthaladnak a ganglionon anélkül, hogy abban synapsist képeznének. A preganglionaris rostok velőhüvelyes, vékony, viszonylag lassú vezetésű B rostok. A postganglionaris rostok velőshüvely nélküli, vékonyabb, lassabb vezetésű C rostok.  Az autonóm ganglionokban a synapsisok szerkezete a másutt található synapsisokkal lényegében megegyezik.
Bár a vegetatív ganglion az a hely, ahol a preganglionaris rostok synapsist képeznek a postganglionaris neuronokkal, apró interneuronok is jelen vannak. Feltehetőleg módosítják az ingerület átvitelt.

## Bélidegrendszer(enteric nervous system (ENS))
A gerincesek bélcsatornájának falában az izomkötegek között található két idegfonat (a plexus submucosus és a plexus myentericus) hálózatos idegrendszere. A benne található idegsejtek jó része a vegetatív idegrendszer preganglionáris idegsejtjeinek célsejtje; tehát kap beidegzést a paraszimpatikus és a szimpatikus idegrendszerből is (ezért néha a vegetatív idegrendszer harmadik részének tekintik); ám a neuronjainak működése eléggé független a központi idegrendszer aktivitását. A plexus submucosus elsősorban a bélcső váladékainak termelését szabályozza, míg a plexus myentericus felelős elsősorban a mozgásaiért.
A magzat fejlődésének 4. hetétől kezdődően indul be a fölszaporodott idegsejtek differenciálódása, amely a központi idegrendszer vázát képezi. Ezen neuronok közel 2/3 része a fej irányába veszik útjukat, a maradék neuronok a hasi tájékon foglalják el helyüket, ahol az emésztőrendszer kezdetleges szervei is megjelennek. Ezek az idegsejtek nem sűrűsödnek össze egy masszív, egyedi struktúrává, hanem úgymond „kolonizálják” a bélrendszer teljes hosszát, kiépítve egy több mint 100 millió idegsejtet tartalmazó hálózatot, a vegetatív idegrendszert.
A perifériás idegrendszer ezen részét általánosan emésztés szabályozórendszeréhez tartozónak, csupán hasüregi funkcióval rendelkezőnek tekintették. 1999-ben Dr. Michael D. Gershon, a Columbiai Egyetemen kutatva azt találta, hogy ez az összetett ideghálózat egyfajta "második agy"-ként funkciónál, azaz a fejünktől független döntéshozatalra képes. Eme felfedezés nyomán jött létre a neurogasztroenterológia új tudománya.
Az bélidegrendszer kizárólag az érzelmek és hangulatok nyelvén kommunikál. A vegetatív idegrendszer harmadik részének érzelmi életünkre gyakorolt domináns hatását támasztja alá, hogy két alapvető, a hangulatra és az érzelmekre ható vegyület szintjének szabályozásáért felelős, melyek a szerotonin és a dopamin. Ebből következik, hogy érzelmi állapotunkat elsősorban nem a fejünk vagy a gondolataink határozzák meg, hanem sokkal inkább a bélrendszerünk idegpályái. A bennünk fokozódó feszültséget, izgalmat a beleink jelzésével, esetenként rendellenes működésében érezzük meg.
Ez az összetett ideghálózat képes önállóan is funkcionálni, ennek ellenére intenzív kapcsolatban áll a központi idegrendszerrel. A két agy közötti kapcsolatot a gerincvelőben futó bolygóideg tartja fönt, ami behálózza az összes létfontosságú zsigeri szervet. Az agy-bél kommunikációs vonalon mégsemnem a fej területéről érkező parancsok dominálnak: érdekes módon az információk 80-90 százalékát a hasi régió küldi fel igazi agyunknak. Ennek a lentről kibocsátott intenzív és állandó ingeráramlatnak a kutatása pedig elvezethet az intuíció elsődleges forrásához.

## A preganglionaris ingerületáttevők(neurotranszmitterek)
Amint a preganglionaris idegrostok megközelítik a végződésüket, körbecsavarodnak körülötte és a postganglionaris neuron dendritnyúlványai között, és sokszoros synaptikus kapcsolatot képeznek. Amikor az ingerületi hullám eléri a synaptikus kapcsolatokat, a synapticus transzmitter felszabadul, áthalad a synaptikus résen, hogy elérje a receptorát és ingerli a postganglionaris neuront. A synaptikus transmitter mind a szimpatikus mind a paraszimpatikus ganglionokban az acetilkolin (ACh). Az acetilkolin hatása a ganglionokban hamar megszűnik, mivel az acetilkolin-észteráz enzim hidrolízissel lebontja.

## Az acetilkolin(ACh)receptorok
Az acetilkolin receptorok a postganglionaris neuronok membránjának külső felszínén helyezkednek el. Fehérje-komplexek, amelyek a membránon átérő (transmembrán) fehérjemolekulákhoz kötődnek. Ha egyszer az acetilkolin (ACh) molekula kötődik a receptorhoz, a sejtmembrán fehérjemolekulájának szerkezete megváltozik, és a postganglionaris neuron ingerlése vagy gátlása jön létre. Az ACh receptoroknak két típusa van, amelyeket muscarinos és nikotinos receptorként ismerünk. Ezeket a receptorokat azért nevezzük így, mert a nikotinos receptorok specifikusan a nikotinra (a dohányból kivonható alkaloida), és a muscarinos receptorok specifikusan a muscarinra (a légyölő galócából kivonható gombaméreg) reagálnak. Az acetilkolin mindkét fajta receptorhoz képes kötődni. Mind a szimpatikus, mind a paraszimpatikus preganglionaris neuronok végződéséből felszabaduló acetilkolin elsősorban a nikotinos receptorokhoz kötődik a postganglionaris neuronon.

## Gyors,  lassú, és inhibitoros  synaptikus  potenciálok
A postganglionaris neuronok dendritjeire és sejttesteinek nikotinos receptoraira kifejtett acetilkolin-hatás a membrán depolarizációját, egy Na+ és Ca2+ ion beáramlást (influxot), és a gyors excitátoros postsynaptikus potenciál (gyors EPSP) létrejöttét okozza. Általában számos presynaptikus axon végződésnek kell egyszerre ingerületben lenni, és összegződésnek  (summatio) kell létrejönnie ahhoz, hogy az ingerület tovaterjedése a postsynaptikus axonon bekövetkezzen. A gyors EPSP maximumát mintegy 15 ms-on belül éri el. Az acetilkolinról úgy vélik, hogy kis számú postsynaptikus muscarinos receptort is aktivál. Ez eredményezi a lassú excitátoros postsynaptikus potenciál (lassú EPSP) kialakulását, amely 2-5 másodpercig tart. Ennek a háttérmechanizmusa meglehetősen komplikált, és itt nem kerül további kifejtésre. A postsynapticus muscarinos receptorok aktiválása eredményezheti a lassú inhibitoros postsynaptikus potenciál (lassú IPSP) kialakulását is, amely mintegy 10 másodpercig tart. Ezeknek a komplex postsynaptikus potenciáloknak a létezése mind a szimpatikus, mind a paraszimpatikus ganglionokban utal arra, hogyan változtatható a postszinaptikus membránpotenciál és módosítható a ganglionáris áttevődés.

## Ganglion-stimuláló  anyagok
Az izgató anyagok, mint a nikotin, lobelin, dimetilfenilpiperazin, stimulálják a szimpatikus és a paraszimpatikus ganglionokat a nikotin receptorok aktiválásával a postsynaptikus membránon és gyors EPSP-t hoznak létre.

## Ganglion-blokkoló anyagok
A ganglion-blokkoló anyagoknak két típusa van: a depolarizálók és a polarizációt gátlók. A nikotin magas koncentrációkban blokkoló anyagként viselkedik, mivel először izgatja a postganglionáris neuront és depolarizációt okoz, de utána depolarizált állapotban tartja az ingerelhető membránt. Ez utóbbi fázisban a postganglionáris neuron nem reagál semmiféle stimuláló anyag alkalmazására, függetlenül attól, hogy az melyik típusú receptort aktiválja. A hexamethonium és a tetraethylammonium azáltal blokkolja a ganglionokat, hogy kompetitíven gátolja az acetilkolin kötődését a nikotinos receptor helyekhez.

## Postganglionáris  idegvégződések
A postganglionáris rostok a végrehajtó sejteken speciális egyedi végződések nélkül végződnek. Az axon lefut a mirigysejtek, a simaizom sejtek, és a szívizom sejtek között és elveszti borító Schwann sejtjeit. Ahol az ingerületáttevődés történik, az axoplasmában vesiculák csoportjai találhatók. Az axon széle egy bizonyos távolságra lehet az effektor sejtektől, így az áttevődés lassú lehet ezeknél a végződéseknél. A transzmitter diffúziója a tág extracelluláris tereken keresztül azt is lehetővé teszi, hogy egy adott ideg nagyszámú effektor sejtre fejthesse ki a hatását.

## Postganglionáris  transzmitterek
A paraszimpatikus postganglionáris idegvégződések acetilkolint (ACh) szabadítanak fel végződéseiknél transzmitter anyagukként. Minden olyan neuront, amely végződéseinél acetilkolint szabadít fel, cholinergnek (acetilkolinhoz hasonlóan működőnek) nevezünk. Az acetilkolin áthalad a synaptikus résen, és reverzibilisen kötődik a postsynaptikus membrán cholinerg (muscarinos) receptoraihoz. Két-három millisecundumon belül az acetilkolin-észteráz enzim, amely az idegi membránokon és a receptorokon található, ecetsavra és cholinra hidrolizálja. A cholin visszaszívódik az idegvégződésbe, és újra felhasználódik acetilkolin szintézisre. A legtöbb szimpatikus postganglionáris idegvégződés norepinephrint (noradrenalint) szabadít fel transzmitter anyagként. Emellett néhány olyan is van, amely acetilkolint szabadít fel. Azokat a szimpatikus idegvégződéseket, amelyek norepinephrint használnak transzmitterként adrenerg végződéseknek nevezzük. Két fő formája van a receptoroknak az effektor szerveken; az alfa és a béta receptorok.   Általános szabályként elmondható, hogy az alfa receptor helyek a szimpatikus rendszernek főleg az excitátoros funkcióihoz kapcsolódnak (például a simaizom összehúzódás, az erek összehúzódása, izzadás), míg a béta receptor helyek főleg a gátló működésekhez kapcsolódnak (például a sima izmok elernyedése). A béta-2 receptorok főleg a tüdőben találhatók, és stimulációjuk a hörgők kitágulását okozza. A béta-1 receptorok a  szívizomban (myocardium) vannak, ahol az excitációhoz kapcsolódnak. A norepinephrin  (noradrenalin) hatása az effektor szervek receptorain úgy szűnik meg, hogy az idegvégződések visszaveszik a transzmittert, és tárolják ismételt felhasználásra.

## Egyéb  postganglonáris  transzmitterek
A szimpatikus és paraszimpatius neuronokról kimutatták, hogy az acetilkolinon és a norepinephrinen kívül egyéb anyagokat is szabadítanak fel a végződéseiknél, ezek: az adenozintrifoszfát (ATP), az Y neuropeptid, és a P-anyag. Ezek az anyagok felszabadulhatnak önmagukban, vagy olyan neuronokból, amelyek acetilkolint vagy norepinephrint adnak le; saját receptoraik vannak. Ezeknek az anyagoknak valószínűleg az a szerepük, hogy módosítják az elsődleges transzmitterek hatásait.

## A  cholinerg  receptorok  blokkolása
Azoknak a paraszimpatikus és szimpatikus postganglionáris idegvégződéseknek az esetében, amelyeken acetilkolin szabadul fel transzmitter anyagként, az effector sejteken a receptorok muscarinosak.  Ez azt jelenti, hogy a működés atropinnal akadályozható. Az atropin kompetitíve gátol úgy, hogy elfoglalja az effector sejtek cholinerg receptor helyeit.

## Az  adrenerg  receptorok  blokkolása
Az alfa-adrenerg receptorok blokkolhatók olyan anyagokkal, mint a phenoxybenzamin, és a béta-adrenerg receptorok olyan anyagokkal, mint a propranolol.  A norepinephrin szintézise és tárolása a szimpatikus végződésekben reserpinnel gátolható.

## Az  autonóm(vegetatív)idegrendszer  magasabb  szintű  szabályozása
A hipotalamusznak szabályozó hatása van az autonóm idegrendszerre és integrálja az autonóm idegrendszer és a neuroendokrin rendszer működését, amivel fenntartja a test homeosztázisát. Alapvetően a hipotalamusz szabályozza az alsóbb vegetatív központokat az agytörzsben és a gerincvelőben. A hipotalamusz elülső részének ingerlése paraszimpatikus hatásokhoz vezet, míg a hipotalamusz hátsó részének stimulálása szimpatikus válaszreakciókat okoz. Emellett, az alacsonyabb agytörzsi központok, mint a vérnyomást, szívműködést, szabályozó vasomotor és a légzőközpontok a hálózatos állományban találhatók. Az autonóm idegrendszer szimpatikus része thoracolumbalis kirajzásának neuronjai és a rendszer paraszimpatikus része craniosacralis kirajzásának neuronjai a hálózatos állomány (formatio reticularis) közvetítésével kapják a felsőbb szintű központok szabályozó információit. Az agykéreg és a határkérgi rendszer (limbikus rendszer) különböző részeinek ingerlése autonóm idegrendszeri hatásokat vált ki, és feltételezhető, hogy ezek a hipotalamusz közvetítésével jönnek létre. Az agy magasabb központjai rendellenesen is befolyásolhatják az autonóm idegrendszer működéseit, és betegségeket válthatnak ki, mint például a szívdobogásérzést (arrythmiák), sőt még szívinfarktust (myocardialis infarctus) is.

## Az  „enteralis  idegrendszer”
Az idegsejteknek és idegrostoknak két fontos folytonos fonata található a gyomor-bél traktus falában, a plexus submucosus vagy Meissner plexus a nyálkahártya és a belső körkörös izomréteg között található, és a plexus myentericus vagy Auerbach fonat, a belső körkörös és a külső hosszanti izomrétegek között helyezkedik el. A nyálkahártya alatti réteg idegfonata (plexus submucosus) elsősorban a nyálkahártya mirigyeinek működését szabályozza, míg az izomrétegek közötti idegfonat (plexus myentericus) a bélfal izomzatának mozgásait kontrollálja. Míg a bélrendszeri idegfonatok (enteralis plexusok) koordinálni képesek a bélfal működését, a paraszimpatikus és szimpatikus ingerek módosítják ezeket a működéseket.

## Az  autonóm  idegrendszer  működései
Az autonóm idegrendszer, a belső elválasztású mirigyek rendszerével (endokrin rendszer) együtt fenntartja a test homeostasisát. Az endokrin szabályzás lassúbb, és a vér által szállított hormonokon keresztül fejti ki a hatását. Az autonóm idegrendszer – a legtöbb részt tekintve – tudat alatti szinten működik. A rendszer azonban nem tekinthető az idegrendszer egy elkülönült részének, mivel tudjuk, hogy része van a szomatikus aktivitásban az érzelmek kifejezésében és, hogy bizonyos vegetatív funkciók, mint például a vizeletürítés, akaratlagos ellenőrzés alá kerülnek. A vegetatív idegrendszer és az endokrin rendszer különböző működéseit a hipotalamusz integrálja. Az autonóm idegrendszer szimpatikus és paraszimpatikus részei együttműködnek a belső környezet állandóságának fenntartásában. A szimpatikus rész felkészíti és mozgósítja a szervezetet a hirtelen veszélyhelyzetek leküzdésére, amikor gyors erőkifejtésre kerül sor, vagy az egyén félelem, vagy düh állapotába kerül. A paraszimpatikus rész segít megőrizni és tárolni az energiát, például az emésztés, és a tápanyagok felszívódásának elősegítésével úgy, hogy fokozza a gyomor-bél rendszer mirigyeinek szekrécióját és a perisztaltikát. Az autonóm idegrendszer szimpatikus és paraszimpatikus része általában ellentétesen szabályozza egy zsiger működését.
Lásd még:

## Fontos  anatómiai,  élettani,  és  gyógyszertani  különbségek  a két rész között
- A szimpatikus efferens idegrostok a gerincvelő szürkeállomány oldalsó oszlopának sejtjeiből erednek az első háti és a második ágyéki szegmentum között (thoracalis kirajzás).  A paraszimpatikus efferens idegek a harmadik, hetedik, kilencedik, és tizedik agyidegek paraszimpatikus magjaiból és a gerincvelő szürkeállományának második, harmadik, és negyedik keresztcsonti szelvényéből erednek (craniosacralis kirajzás).
- A szimpatikus ganglionok vagy a paravertebralis szimpatikus dúcláncban (truncus sympathicus), vagy a prevertebralis ganglionokban, mint például a ganglion celiacum, helyezkednek el. A paraszimpatikus ganglionsejtek vagy a beidegzett zsigerek közelében kis ganglionokban csoportosulnak, vagy magukban a szervekben lévő fonatokban találhatók.
- Az autonóm idegrendszer szimpatikus részének hosszú, paraszimpatikus részének rövid postganglionáris rostjai vannak.
- A vegetatív idegrendszer szimpatikus része széles körű hatással bír a szervezetre annak következtében, hogy a preganglionaris rostok sok postganglionáris neuronon képeznek synapsisokat és, hogy a mellékvese velőállománya termeli a szimpatikus transzmittereket, az epinephrint és a norepinephrint, amelyek a vérkeringésen keresztül az egész testben szétoszlanak. Paraszimpatikus részeinek szerényebb beidegzési területe van, mivel a presynaptikus rostjai csak néhány postganglionáris neuronnal képeznek synapsist, és nincs a mellékvese velőállományához hasonló kiegészítő szerve.
- A szimpatikus postganglionáris végződések többsége norepinephrint szabadít fel, de néhány végződés acetilkolint. A paraszimpatikus postganglionáris végződéseken acetilkolin szabadul fel.
- Az szimpatikus rész felkészíti a szervezetet a szükséghelyzetekre és a fokozott izommunkára, míg a paraszimpatikus rész tárolja és újratermeli a szervezet energiakészletét.